# Mojo (personaje)
Mojo es un personaje ficticio, un supervillano de Marvel Comics y enemigo de los X-Men, principalmente de Longshot. Fue creado por la escritora Ann Nocenti y el artista Art Adams, y su primera aparición fue en Longshot #3 (noviembre de 1985).
Mojo es uno de los «Invertebrados» (en inglés Spineless, un juego de palabras que significa literalmente, 'sin espina dorsal', pero es también traducible como 'débil' o 'sin carácter'), una raza extraterrestre que es inmóvil sin su avanzada tecnología. Es un tratante de esclavos que gobierna el «Mojoverso», una dimensión donde todos los seres son adictos a programas televisivos al estilo de gladiadores. Este personaje es una parodia absurdista de los ejecutivos de cadenas de televisión.
Mojo fue el villano principal de la miniserie de historietas de culto Longshot, publicada entre 1985 y 1986. El personaje principal de esa miniserie era uno de los estelares de acción que Mojo había moldeado genéticamente. Después de que Longshot se uniera a los X-Men, Mojo ha aparecido semi-frecuentemente como un villano de los X-Men.

## Biografía ficticia

### Origen
Parte de una raza de seres invertebrados, la mayor parte de los habitantes de lo que sería conocido como el Mojoverso, fueron lentamente enloquecidos por ondas de energía de otra línea de tiempo/espacio. Les tomó siglos (de su tiempo) descubrir cuál era el origen de esas transmisiones. La raza de Mojo no evolucionó mucho debido a su incapacidad de poder ponerse de pie, hasta que un científico llamado Arize desarrolló exoesqueletos que propiciaron una rápida revolución tecnológica. Sin embargo, algunos miembros de la raza se rehusaron a usar los exoesqueletos y se hicieron llamar los Invertebrados. Prefirieron usar plataformas motorizadas para transportar sus cuerpos. También se convirtieron en los gobernantes y demandaron una raza de esclavos para que realizara todas las tareas que ellos no podrían o no querían hacer. Arize creó a los esclavos, seres humanoides, usando ingeniería genética y basando su apariencia en los «demonios» de las pesadillas de los Invertebrados—que eran en realidad personajes de transmisiones de televisión de la Tierra-616 (el Universo Marvel «original»), que de algún modo se desparramaron a través de su línea del tiempo y fueron percibidas por los Invertebrados. Sin que los Invertebrados lo supieran, Arize plantó secretamente las semillas necesarias en el código genético de los esclavos para que eventualmente se rebelaran ante sus amos y gobernaran el mundo de Mojo con justicia. Arize fue eliminado por los Invertebrados cuando se rehúso a construir armas para ellos.
La estructura de poder de este mundo se basa en la industria de la televisión, y el Invertebrado conocido como Mojo, se convirtió en su líder a través del control de la televisión, junto con el comercio de esclavos. Mojo llamó a su mundo «Mojomundo» y el universo como «Mojoverso». Para mantener el poder, él tenía a los «Warwolves» (una especie de perros metálicos con capacidad de matar a la gente y hacerse cargo de los restos de sus cuerpos como cáscaras). Mojo también tiene un asistente, un androide llamado Major Domo, que supervisa los registros financieros y los comandos de Mojo. Major Domo es completamente leal a Mojo, pero a menudo realiza comentarios sarcásticos hacia Mojo. Major Domo a su vez, tiene una ayudante llamada Minor Domo, una chica joven histérica propensa a imaginar los peores escenarios.

### Longshot
Uno de los esclavos de Mojo, Longshot, se convirtió en uno de sus mejores especialistas de cine. Sin embargo, Longshot estaba en desacuerdo con el régimen de Mojo y encabezó una rebelión. Longshot fue capturado y sus recuerdos le fueron eliminados, pero logró escapar a la Tierra, seguido por cazarrecompensas. En la Tierra, Longshot encontró aliados en la forma de Dr. Strange y la doble humana Rita Ricochet, y se las arreglaron para derrotar a Mojo, regresándolo de nuevo a su propio mundo. Longshot, su amigo Quark y Rita regresaron al Mojoverso para liberar a sus compañeros de esclavitud, pero su misión fracasó y fueron capturados por Mojo. A Longshot le lavaron el cerebro una vez más, mientras que Rita fue atada a la proa de la nave espacial de Mojo, sirviendo como guía. En un futuro alternativo, Mojo transformó a Rita en una guerrera/hechicera completamente trastornada llamada Espiral, y fue enviada atrás en el tiempo para capturar o matar a Longshot.

### X-Men
Mojo se interesó en la Tierra y capturó a Betsy Braddock, la mutante conocida como Psylocke, que había quedado ciega, y le implantó ojos biónicos en su cuerpo original. Mucho más tarde se supo que estos ojos en realidad eran cámaras interdimensionales que permitían a Mojo registrar y transmitir todo lo que ella podía ver. Psylocke fue rescatada por los Nuevos Mutantes y ella, con la ayuda tanto de los Nuevos Mutantes como de los X-Men, venció al tirano.
Poco después, Mojo envió a Longshot a la Tierra, donde se unió a los X-Men. Mojo había planeado esclavizar a los X-Men, convirtiéndolos en niños, pero los Nuevos Mutantes lograron liberarlos y juntos forzaron a Mojo a huir de nuevo. Sin embargo Mojo descubrió que las aventuras de los X-Men le dispararon el nivel de audiencia al máximo, lo que aumentó su poder político.
Mojo también manipuló a la X-Men Rachel Summers, forzándola a trabajar para él, pero pronto se escapó después de darse cuenta de que era poco más que una prisionera. Más contratiempos empezaron cuando las emisiones de Psylocke cesaron, debido a que los X-Men habían presuntamente muerto a manos de El Adversario, pero Mojo quería tener imágenes de los X-Men para mejorar sus índices de audiencia, así que a uno de sus ayudantes se le ocurrió una posible solución: crear versiones de los X-Men que pudieran ser controladas. Muchas versiones diferentes de los X-Men aparecieron ante él, pero las consideró todas fracasadas y ordenó su muerte, con la excepción de los X-Babies, clones infantiles de los X-Men. Los X-Babies tuvieron un éxito instantáneo, pero se rebelaron casi de inmediato y escaparon llevándose a Rita con ellos.
Mojo reapareció junto a una versión alternativa de Júbilo. Mojo había secuestrado a Júbilo, llevándola a la «Big Crunch», el fin de los tiempos en que toda la materia se vendría abajo. Júbilo acordó ser esclava de Mojo si él interrumpía la crisis, pero Wolverine apareció con un misil y derrotó a Mojo.
Con el tiempo, Longshot volvió a liberar a los esclavos y derrocó a Mojo con la ayuda de los X-Men, Dazzler, Lila Cheney y un clon de Mojo, Mojo II: The Sequel. Sin embargo, Mojo II resultó ser tan malo como su predecesor y Longshot tuvo que derrotarlo también. Después de que Mojo II fue derrocado, Mojo recuperó su posición y se convirtió en el líder del Mojoverso una vez más.

### Regreso
Mojo nunca aprendió de su error en relación con los X-Babies y crearía más X-Babies que también se rebelaron. Con el tiempo, todos los X-Men llegaron a tener un homólogo en los X-Babies en el Mojomundo, y todos se rebelaron contra Mojo y huyeron a un área donde él no podía llegar. Mojo también creó a los «Mighty 'Vengers» (versiones infantiles de los Vengadores), para detener a los X-Babies de una vez por todas. Sin embargo, los Mighty 'Vengers, teniendo esencialmente el mismo tejido moral de sus versiones adultas, también se volvieron contra Mojo y lo derrotaron. Por último, creó las versiones de niños pequeños de los villanos de la Era de Apocalipsis. Estas entidades resultaron al parecer más inteligentes y rompieron el control que Mojo tenía sobre ellos. De acuerdo con Dazzler, estas versiones fueron las responsables de la destrucción de gran parte del Mojomundo, pero al parecer Mojo logró vencerlos y de nuevo tomar el control de su dimensión. A continuación, hizo un trato con los Exiles: a cambio de la ayuda de Longshot, Mojo recibe emisiones de todo el multiverso a través del palacio de cristal de los Exiles.Mojo había intentado previamente apoderarse de Nocturna usando a los «Exile Legal Eagles», clones de los miembros previos de los Exiles.
Más tarde, Mojo reapareció junto con los previamente desaparecidos Nocturna y Juggernaut en la Mansión X. Utilizando una bomba con el aspecto de Jean Grey, Mojo convirtió a los X-Men en bebés. Mojo fue derrotado, tras lo cual Juggernaut, lleno de culpa, fue tentando a mantenerse como niño, oferta que finalmente rechazó. Emma Frost se aseguró de que Mojo sería manejado por profesionales para que nunca más molestara a los X-Men y fue encerrado por el Gobierno.
Mojo fue uno de los villanos a los cuales Bestia ofreció «vender su alma» con el fin de obtener ayuda para revertir los efectos del «Día-M». Espiral menciona a Bestia que Mojo está disgustado con el hecho de que los mutantes son ahora una especie en peligro de extinción y cómo esto afectará sus audiencias de televisión.
Mojo ha sido revelado recientemente como el villano responsable de que Spider-Man y Wolverine fueran lanzados a través del tiempo. Los cambios son generados por Mojo como una nueva idea.
Más tarde, Mojo fue degradado por los productores de Mojomundo debido a los bajos índices de audiencia y fue trasladado a la división de «Programación Educativa». Creó una agencia llamada El Ojo Amarillo con la que espió a todos los mutantes vivos. Cuando Cable envió a Dominó a espiar a esta agencia, acabó siendo capturada y sometida a un lavado de cerebro por Mojo. Su organización fue finalmente destruida por la X-Force, cuando Dominó se liberó de su control, y reveló a Mojo como el cerebro detrás de la agencia.
En la serie de Howard el Pato de 2016, se reveló que Mojo había utilizado imágenes de la aventura de Howard para crear un reality show para el Mojoverso. Para rellenar los huecos en la vida de Howard, Mojo filmó imágenes de un pequeño alienígena disfrazado de pato interactuando con Lea Thompson interpretando a Beverly Switzler (en referencia a la adaptación cinematográfica del personaje de 1986).

### Invasión a la Tierra
En un esfuerzo por aumentar sus índices de audiencia tras un pronunciado descenso, Mojo lanzó un ataque contra Nueva York, creando una red televisiva que enlazaba a la Tierra y al Mojoverso. Los X-Men enfrentaron a Mojo, quién los atacó teletransportando lanzas gigantes a Manhattan que capturaron a miembros de los X-Men, los separaron en grupos y los colocaron en intrincados ambientes de realidad virtual que recreaban las batallas más destacadas del equipo, todo ello mientras esto se transmitía tanto al Mojoverso como a la Tierra. Mojo se hizo del control de una parte de los habitantes de la Tierra, absorbiendo su energía mental para poder mantener su red activa. Con la ayuda de Longshot, los héroes mutantes se reunieron y se teletransportaron al Mojomundo para enfrentarse personalmente a Mojo. Al mismo tiempo, Mojo envió más lanzas a la Tierra para terraformar Nueva York en Mojomundo. 
Mojo fue finalmente detenido después de que los mentores de los X-Men más jóvenes se unieran a su juego, Magneto, Polaris y Peligro. Tras alcanzar al resto de mutantes, Magneto y Polaris crearon un pulso electromagnético masivo que apagó la red entera de Mojo. El villano y algunos de sus sirvientes huyeron a la Tierra, donde se quedaron varados y establecieron una nueva base en las alcantarillas bajo el Empire State Building. Mientras el resto del mundo estaba ocupado con las actividades más llamativas de Mojo, sus hombres habían establecido una red de comunicaciones en la Tierra, con planes de empezar a emitir la Red de Noticias de Mojo, una modesta señal de televisión.

## Poderes y habilidades
La plataforma con múltiples patas de Mojo tiene como armamento varias armas de rayos de partículas. También cuenta con un enorme apéndice artificial que puede ser usado como un brazo o como un arma cortante y dos brazos más pequeños. Es lo suficientemente fuerte como para levantar a un humano del suelo con facilidad. Tiene varios poderes derivados de la magia, incluyendo la creación de proyectiles de energía. Estos poderes mágicos dependen fuertemente de la "adoración de sus seguidores" y por lo tanto están directamente ligados a la popularidad de sus programas de televisión.
Mojo también es una fuerza de la muerte y la corrupción; su tacto puede marchitar plantas y envejecer a humanos. De acuerdo al Doctor Strange, su presencia prolongada en la Tierra podría causar tormentas y otros desastres naturales.

## Otras versiones
Mojo afirma que él y los demás seres que habitan el mundo de Mojo son «únicos» en el sentido de que, a diferencia del resto del universo Marvel, el mundo de Mojo no tiene contrapartes paralelas, aunque esto es posiblemente incorrecto pues existen versiones alternativas de Longshot, así que podrían existir versiones alternativas de Mojo también. Esto fue documentado en Exiles #18-19. Además, una versión animada de Mojo ha sido vista, aunque la animación es más bien un nuevo recuento de la historia de los X-Men, y un "Mojo Ultimate" parece ser una coincidencia.

### Ultimate Mojo
En la serie de historietas Ultimate X-Men, fuera de la continuidad normal del universo Marvel, Mojo no es un extraterrestre sino un ser humano ordinario. En esta continuidad es un productor de televisión albino, bien vestido y con sobrepeso. Capturó a Longshot, un joven mutante fugitivo en una isla donde los humanos lo cazan como parte de un popular reality show. Posteriormente, fue visto trabajando con Augustus "Gus" Beezer y contrató a Deadpool y sus Merodeadores para capturar a los X-Men y traerlos de vuelta a Krakoa, donde serían ejecutados en televisión en vivo por los Reavers. Mantuvo al Profesor X prisionero y lo obligó a ver el programa de televisión completo usando un tipo de collar que anulaba sus poderes telepáticos. Sus planes, sin embargo, fueron frustrados por un esfuerzo combinado entre los X-Men y Spider-Man, quien también fue capturado durante su visita a la Mansión X. Se desconoce que pasó con Mojo después de esto debido a que Xavier pareció haberse encargado de él durante su escape. En esta serie, el nombre completo de Mojo es Mojo Adams, un tributo a su creador Art Adams.

## En otros medios

### Televisión
- Mojo apareció en la serie animada X-Men, en los episodios "Mojovision" y"Longshot". Su voz fue doblada por Peter Wildman. Esta versión de Mojo tenía la capacidad de disparar ráfagas de láser desde un cañón instalado en la punta de su cola mecánica.

- Mojo apareció en dos episodios de Wolverine and the X-Men ("Calibre X", en la escena final, y en "Campos de Caza") con la voz de Charlie Adler. Envía a Espiral y los Reavers a naves que se dirigen a Genosha para elegir a los mutantes para su programa. Después de que Spiral fue detenida por Nightcrawler y ve a los X-Men, Mojo planea secuestrarlos. En "Hunting Grounds", Mojo secuestra Nightcrawler y Scarlet Witch y los obliga a luchar contra un Wolverine controlado mentalmentee. Eventualmente, los tres X-Men escapan del programa y atacan a Mojo, pero él y Spiral se teletransportan a salvo. Mojo declara que "¡esto exige una secuela!", lo que indica que volverán.

- Mojo aparece en la primera temporada de Avengers Assemble, en el episodio "Mundo Mojo", con la voz de Ralph Garman.[15] La encarnación de Mojo, "Mojo Adams", se usó como una simulación para ocultarle a la audiencia su apariencia real. Con la intención de capturar a Hulk para sus torneos, junto a los otros combatientes que secuestró y amenazaron con luchar tomando como rehenes a sus planetas, Mojo descubre que sus lacayos han secuestrado accidentalmente a Hawkeye y lo enfrenta contra Torgo. Después de que Hulk y Hawkeye abandonan una pelea entre ellos, Mojo los teletransporta a la Tierra y planea destruirlos. Con la ayuda de los otros Vengadores, Hulk y Hawkeye logran derrotar a Mojo y sus cámaras flotantes terminan mostrando su verdadera apariencia. Avergonzado, termina teletransportándose lejos de su nave. Torgo les dice a los Vengadores que llevará a los prisioneros de vuelta a sus mundos y otorgará una recompensa por la cabeza de Mojo.

### Película
- Deadpool 2 referencia al Mojoverso.

### Videojuegos
- Mojo apareció como un jefe de nivel en el primer videojuego de los X-Men para la Sega Genesis en 1993.

- Mojo también tiene un cameo (en la forma de un gran globo con la forma de su cara) en el nivel más bajo del escenario de Espiral y en su final en el juego X-Men: Children of the Atom de Capcom.

- Mojo aparece en el final de Viewtiful Joe en Marvel vs. Capcom 3: Fate of Two Worlds.

- Mojo es un personaje Jugable en el juego Marvel Contest of Champions

### Juguetes
- En 1994, Toy Biz produjo una figura de acción de Mojo para su línea de juguetes X-Men: X-Force.
- En 2006, un juguete "Build-A-Figure" de Mojo fue producido por Toy Biz para la Wave 14 (ola 14) de su línea de juguetes Marvel Legends. Este juguete requería de comprar todas las figuras en esa edición pues cada figura contenía una pieza del juguete de Mojo. Las piezas se ensamblaban para armar la figura de Mojo.